# Kanton (administrativ enhet)
Kanton (administrativ enhet) avser en administrativ eller territoriell indelning av ett land. I jämförelse med län eller provinser är kantoner generellt en relativt liten del av ett land, såväl avseende yta som befolkning. 
Termen härrör från det franska ordet canton som betyder hörn eller distrikt, i sin tur inlånat från det  italienska ordet cantone som betyder hörn eller vinkel. 

## I specifika länder
- Costa Ricas kantoner – kantoner i Costa Rica
- Ecuadors kantoner – kantoner i Ecuador
- Schweiz kantoner – den högsta nivån i Schweiz administrativa indelning
- Frankrikes kantoner – en fransk administrativ enhet
- Luxemburgs kantoner – högsta nivån i den administrativa indelningen av Luxemburg
- Federationen Bosnien och Hercegovinas kantoner – en administrativ indelning
- Kanadas kantoner, se Township (Kanada)